# امیر حسن‌پور
امیر حسن‌پور (به انگلیسی: Amir Hassanpour) (زادهٔ ۱۸ مرداد ۱۳۲۲ در مهاباد – درگذشتهٔ ۳ تیر ۱۳۹۶ در تورنتو)، پژوهشگر و و زبان‌شناس ایرانی-کانادایی کرد بود.

## تحصیلات
او ابتدا برای تحصیلات تکمیلی و عالیه به دبیرستان دارالفنون تهران رفت.

### کارشناسی
او در سال ۱۳۴۳ مدرک کارشناسی ادبیات انگلیسی را از دانشگاه تهران دریافت کرد. او پس از فارغ‌التحصیلی، یک سال در دانشسرای تربیت معلم تحصیل کرد آن بین سال‌های ۱۳۴۴ تا ۱۳۴۵ در مدارس راهنمایی مهاباد، زبان انگلیسی آموزش می‌داد.

### کارشناسی ارشد
وی از ۱۳۴۷ تا ۱۳۴۹ به تحصیل رشته زبان‌شناسی در مقطع کارشناسی ارشد در دانشگاه تهران پرداخت.

### دکترا
در سال ۱۳۵۱ به تحصیل دکترا در دانشگاه تهران پرداخت؛ ولی بدون دفاع پایان‌نامه، تحصیل خود را ناتمام گذاشت و به دانشگاه ایلینوی در اربانا-شمپین رفت و در رشته ارتباطات تحصیل کرد.

## انقلاب ۱۳۵۷ ایران
امیرحسن پور از دهه ۱۳۴۰ در تهران به جنبش دانشجویی ایران پیوست و این ارتباط در دهه ۱۳۵۰ از طریق شرکت در «کنفدراسیون جهانی محصلین و دانشجویان ایرانی-اتحادیه ملی در آمریکا» ادامه پیدا کرد. در خرداد ۱۳۴۷ (مه ۱۹۶۸ فرانسه) هنگام سفر دانشجویی به آمریکا در پاریس فرود آمد و بی‌درنگ به تظاهرات جوانان در محله لاتن و درگیری آنان با مأموران نظم و قانون پیوست. این مقطع از مبارزه، او را با اتحادیه کمونیست‌های ایران و حزب کمونیست انقلابی آمریکا (RCP) آشنا کرد. به جز فعالیت علیه رژیم پهلوی در جنبش دانشجویی ایران، پیوستن به جنبش مائوئیسم، مبارزات ضد جنگ ویتنام، شورش ظفار و دفاع از مبارزات جبهه مردمی آزادی فلسطین از دیگر یادگارهای این دوره از حیات مبارزاتی او بود.
با وقوع انقلاب ۱۳۵۷ ایران تحصیل خود را نیمه کاره رها کرد و به ایران بازگشت و به عنوان عضوی از «اتحادیه کمونیست‌ها» در کردستان ایران به فعالیت سیاسی پرداخت. اما با گسترش دامنه فشار و سرکوب سیاسی در سال‌های ابتدایی دهه شصت در ایران و به ویژه کردستان به ناچار از ایران گریخت و به همراه همسر و فرزندش به آمریکا بازگشت و به ادامه تحصیل پرداخت.
در سال ۱۳۶۸ در رشته زبان‌شناسی اجتماعی و تاریخ معاصر خاورمیانه دکترا گرفت. عنوان رساله دکتری او «عامل زبان در توسعه ملی: استانداردسازی زبان کردی ۱۹۱۸–۱۹۸۵» است.

## مهاجرت به کانادا
او از ۱۳۶۵ تا پایان عمر در کانادا زندگی و در دانشگاه ویندزور، دانشگاه کنکوردیا، و دانشگاه تورنتو تدریس می‌کرد. او دانشیار دانشکده تمدن‌های خاورمیانه و خاور نزدیک دانشگاه تورنتو بود.

## دیدگاه و فعالیت‌ها
علایق پژوهشی او، رسانه، مناقشه، دموکراسی و روش‌های انتقادی ملی‌گرایی، مناقشه قومی، کشتار جمعی و جنبش‌های اجتماعی است.

### برابری‌خواهی
حسن‌پور تولید فکری و پژوهشی را با کنشگری اجتماعی و سیاسی مرتبط می‌دانست؛ بنابراین علاوه بر فعالیت‌های دانشگاهی و نگارش مقاله و کتاب به زبان‌های کُردی، فارسی و انگلیسی، با جنبش‌های اجتماعی و احزاب سیاسی گوناگون با گرایش چپ در آگاهی بخشی و سازماندهی سیاسی همکاری می‌کرد تا به احیای حقوق حذف‌شدگانی مانند کارگران، دهقانان، زنان و ملل و اقوام و فرهنگ‌ها و زبان‌های به حاشیه رفته بپردازد.

### راهپیمایی مردم سنندج
او از برپا کنندگان اصلی راهپیمایی مردم سنندج در حمایت از کوچ دسته جمعی مردم مریوان نیز نقش اساسی داشت. مردم مریوان که خواستار اداره شهر بوسیله کمیته‌های محلی و منتخب مردمی بودند در اعتراض به استقرار نیروهای سپاه پاسداران و جلوگیری از بروز خشونت‌های گسترده در شهر، به سنندج کوچ کردند.

### ملی‌گرایی
حسن پور با وجود اعتقاد به کمونیسم از گرایش‌های ملی‌گرایانه انتقاد می‌کرد. کتاب "ملی‌گرایی و زبان در کردستان (۱۹۱۸–۱۹۸۵)" جزء آثار کلاسیک در زمینه مطالعه ملی‌گرایی و زبان کُردی است.
او در کتاب «سنت‌های شفاهی و نوشتاری در کردستان» به تأثیر فناوری‌های جدید ارتباطاتی و رسانه‌ای بر فرهنگ و جامعه کرد پرداخته و تأثیرات متقابل رسانه، ملی‌گرایی و جهانی‌شدن را بررسی می‌کند.

### ملت‌سازی زبانی
حسن‌پور از منتقدان سیاست‌های استفاده از زبان برای ملت‌سازی در کشورهای خاورمیانه بود. او زبان کردی را یک زبان جفت استاندارد با دو گویش عمده کرمانجی و سورانی می‌دانست که شامل چندین خرده-گویش می‌شود. او در مخالفت با پروژه استانداردسازی زبان کردی بر اساس گویش سورانی در کردستان عراق تلاش بسیار کرد. زیرا هرگونه استانداردسازی زبان کردی را بدون رسمی دانستن گویش کرمانجی در کنار گویش سورانی مردود می‌دانست. سرانجام با تلاش و پافشاری او بر حقوق زبانی گویش‌های کرمانجی، سورانی و دیگر خرده-گویش‌های کردی، حکومت اقلیم کردستان از تصمیم به رسمی کردن گویش سورانی به عنوان زبان رسمی کردی منصرف شد.

### جریانات سیاسی-مذهبی
حسن‌پور با داشتن تفکرات چپ و مبارزه برای حقوق زنان، مخالف سرسخت جریانات سیاسی-مذهبی بود. او همواره نسبت به خطرات حضور پررنگ این جریانات را در جهان امروز هشدار می‌داد. از دید او، خاورمیانه امروز محل قدرت‌گیری دو نیروی متخاصم یعنی از یک طرف دولت‌های غربی و دنباله‌روهای منطقه‌ای آنان و از سوی دیگر نیروهای سیاسی اسلامگرا است که با دستاویز قرار دادن ضدیت و مبارزه با طرف اول سعی در احیای آفرینش برای خود هستند. به همین دلیل او با وجود حمایت از قیام‌های مردمی خاورمیانه مانند بهار عربی و اعتراض‌های ۲۰۱۳ ترکیه و روژوآ (کردستان سوریه)، نگران استحاله جنبش‌های مذهبی در یکی از این جریان‌ها بود.

### کمونیسم نوین باب آواکیان
او از پشتیبانان نظریه کمونیسم نوین باب آواکیان بود و در سال ۲۰۱۶ در سفری به اروپا به معرفی آثار آواکیان پرداخته بود. امیرحسن پورمعفقد بود که بدون «سنتز نوین» یا آغاز موج نوین انقلاب‌های کمونیستی، نمی‌توان شکست را به پیروزی تبدیل کرد و به تغییر بنیادین جهان پرداخت.

## امیرحسین آریان‌پور
کتاب «امیرحسین آریان‌پور و تدریس جامعه‌شناسی مارکسیستی دردهه ۱۳۴۰ ایران» نوشته حسن‌پور حاصل پژوهشی جامع او دربارهٔ نوشته‌ها و مصاحبه‌ها با آریان‌پور، گفتگو با دانشجویان سابق وی و تجربه شخصی نویسنده از کلاس‌های درس آریان‌پور است.

## آثار

### به انگلیسی
- Nationalism and Language in Kurdistan 1918-1985, Mellen Research University Press, San Francisco 1992.
- Witûwêjêk sebaret be zimanewanî w edebî Kurdewarî (Ein Interview über Linguistik und kurdische Literatur), erschienen im Gzing Journal Nr.1, Schweden 1993.
- The Nationalist Movements in Azarbaijan and Kurdistan , 1941-1946, erschienen in A Century of Revolution, editiert von John Foran, Univ. of Minnesota Press, Minneapolis 1994.
- The Creation of Kurdish Media Culture in Kurdish Culture and Identity, editiert von Philip Kreyenbroek und Christine Allison, Zed Books، 1996.
- The Politics of A-political Linguistics: Linguists and Linguicide, erschienen in Rights to Language: equity, power, and education, editiert von Robert Phillipson، 2000.
- The Making of Kurdish Identity: Pre-20th Century Historical and Literary Discourses, erschienen in Essays on the Origins of Kurdish Nationalism, editiert von Abbas Vali, Mazda Publishers، 2003.

او مؤلف شماری از مقاله‌های دانشنامه ایرانیکا دربارهٔ کردستان است.

### به فارسی
- حسن‌پور، امیر، ا. ح. آریان پور و جامعه‌شناسی مارکسیستی تاریخ، طبقه اجتماعی و دیالکتیک، سقز: نشر بیریار، ۱۳۹۵.
- بر فراز موج نوین کمونیسم[۵]